# أدامز فينتشر
أدامز فينتشر (بالإنجليزية: Adam's Venture)‏ ، هي لعبة فيديو إلكترونية من نوع مغامرات، من تطوير ونشر شركة سويديسكو.

## مصدر
1. ↑  Berens، Nathaniel (23 أكتوبر 2009). "Adam's Venture: Episode 1 - The Search for the Lost Garden review". AdventureGamers.com. مؤرشف من الأصل في 2017-05-05. اطلع عليه بتاريخ 2013-03-05. {{استشهاد بخبر}}: استعمال الخط المائل أو الغليظ غير مسموح: |عمل= (مساعدة)

## وصلات خارجية
- الموقع الرسمي
- قالب:Official trailer